# Tinguereguif
Tinguereguif es una comuna o municipio del círculo de Diré de la región de Tombuctú, en Malí. En abril de 2009 tenía una población censada de 2901 habitantes.
Se encuentra ubicada al sur de la región de Tombuctú, junto a la frontera con la región de Mopti.